# 大斑靈貓
大斑靈貓（學名：Viverra megaspila）是食肉目靈貓科下的一種，分佈於亞洲地區。極為稀有的馬拉巴靈貓常被視為其亞種。
分布于缅甸以及中国大陆的广西（南部）、云南等地。该物种的模式产地在缅甸的Prome。

## 保护
- 中国国家重点保护动物等级：一级
- 中国濒危动物红皮书等级：濒危